# Atriplex muricata
Atriplex muricata är en amarantväxtart som beskrevs av Alexander von Humboldt, Aimé Bonpland och Carl Ludwig von Willdenow. Atriplex muricata ingår i släktet fetmållor, och familjen amarantväxter. Inga underarter finns listade i Catalogue of Life.